# Малорошове
Малорошове́ — село в Україні, в Затишанській селищній громаді Роздільнянського району Одеської області. Населення становить 25 осіб.
До 17 липня 2020 року було підпорядковане Захарівському району, який був ліквідований.

## Населення
Згідно з переписом 1989 року населення села становило 47 осіб, з яких 20 чоловіків та 27 жінок.
За переписом населення 2001 року в селі мешкало 25 осіб.

### Мова
Розподіл населення за рідною мовою за даними перепису 2001 року:
| Мова       | Відсоток |
| ---------- | -------- |
| українська | 96 %     |
| російська  | 4 %      |